# 존 F. 케네디 국제공항
존 F. 케네디 국제공항(영어: John F. Kennedy International Airport, IATA: JFK, ICAO: KJFK, FAA LID: JFK)은 미국 뉴욕 시 퀸스 자메이카에 있는 공항이다. 맨해튼 도심에서 동쪽 24 km 떨어진 곳에 자리해 있다. 국제선 노선 수 및 이용객 수가 미국에서 가장 많은 공항으로, 미국으로 들어가는 최대의 국제 관문 역할을 하고 있다.
또한 라과디아 공항과 뉴어크 리버티 국제공항과 더불어 뉴욕의 관문 역할을 한다. 그러나 미국 전체적으로 동쪽에 치우쳐 있고 외곽의 다른 공항과 기능을 분담하고 있으므로, 화물 수송 및 전체적인 여객 수송은 시카고, 댈러스, 애틀랜타 등지의 공항에 비해 뒤처진다.
존 F. 케네디 공항은 1948년에 뉴욕 국제공항으로 개항하면서 뉴어크 리버티 국제공항에 있던 국제선 노선이 뉴욕 국제공항으로 이전했다. 1963년에 존 F. 케네디 대통령이 암살 당한 후 이를 추모하기 위하여 1963년에 현재의 명칭으로 변경되었다.

## 역사
- 1942년 : 아이들 와일드·골프 코스의 일부를 공항에 전용. 당초는 4평방 킬로미터밖에 없었지만, 후에 항공기 산업의 활성화에 수반해 후에 16평방 킬로미터가 추가된다.
- 1948년 7월 1일 : 상업 비행
- 1948년 7월 31일 : 뉴욕 항만 공사에 운영이 이관되어 국제공항이 된다. 이 때, 정식 명칭으로서 뉴욕 국제공항(영어: New York International Airport, IATA: NYI)을 바꿨다. 하지만 당초 결정하고 있었지만, 이것이 기존의 뉴욕의 공항 (영어: All New York Airports, IATA: NYC)과 혼동하기 쉬웠기 때문에 사용을 보류해, 통칭의 아이들 와일드 공항(영어: Idlewild Airport, IATA: NYC)을 그대로 잠정 공항명에 사용하는 것을 결정했다.
- 1963년 12월 24일 : 동년 11월 22일 텍사스 댈러스에서 암살된 존 F. 케네디 대통령을 추모하기 위하여 동공항의 정식 명칭을 존 F. 케네디 국제공항(JFK)로 하는 것을 결정했다.
- 1970년 1월 21일 : 팬아메리칸 월드 항공의 보잉 747-100 기종을 도입해 뉴욕 ~ 런던간 취항했다.
- 1976년 4월 25일 : 팬아메리칸 월드 항공의 보잉 747SP 기종을 추가로 도입해 뉴욕~ 도쿄 (당시 하네다 국제공항)간 취항된다.
- 1976년 ~ 2003년 : 영국항공과 에어프랑스에 의해서 콩코드를 도입해 대서양만을 초음속으로 비행한다.

## 구성

### 터미널 1
터미널 1은 기존 JFK공항의 시설이 취항 항공사들의 요구를 맞추지 못하는 점을 개선하기 위해 1998년에 새로이 건설되었다. 터미널 1 컨소시엄은 에어프랑스, 일본항공, 대한항공, 루프트한자의 총 4개 항공사로 구성되었다.
터미널 1을 이용하는 항공사로서 에어프랑스, 일본항공, 대한항공, 루프트한자 등의 컨소시엄 구성 항공사와 에어프랑스, 대한항공, 알리탈리아, 중국동방항공, 사우디아항공 등의 스카이팀 소속 항공사들과 루프트한자, 중국국제항공, 오스트리아항공, 브뤼셀항공, 에바항공, 터키항공 등의 스타얼라이언스 소속 항공사들이 있으며 필리핀항공, 아제르바이잔항공, 노르웨이 에어 셔틀, 로얄 에어 모로코, 플라이 자메이카 항공 등 항공동맹에 가입되어 있지 않은 항공사들도 터미널 1을 이용하고 있다.
터미널 1은 William Nicholas Bodouva + Associates에서 설계하였으며 JFK공항이 개항한 지 50주년이 되었던 1998년에 개장하였다. 터미널 1에는 총 11개의 보딩게이트가 있으며, 터미널 1의 보딩게이트는 에어 프랑스의 파리 샤를 드 골 공항 노선과 루프트한자에서 프랑크푸르트 공항노선 그리고 대한항공에서 인천국제공항 노선에서 운항되는 에어버스 A380 기종의 취급이 가능하다. 과거, 2003년까지 에어 프랑스에서는 콩코드를 터미널 1에서 운영하기도 했다.

### 터미널 2
1962년 동북아 항공으로서, 브래니프와 델타 항공(前 노스웨스트 항공)사의 집으로 삼고 지금 독점적으로 운영하는 델타 항공에 의해 사용된다 문을 열었다. 동북아 항공사와 브래니프의 붕괴 후, 건물은 팬 아메리칸 월드 항공 및 델타에에 의해 점령되었다. 터미널 4추가 2013년 5월에 개학 이후, 터미널 2델타에 의해 C게이트로, 11 제트웨이 장비를 갖추고 있는 문(C60-C70)다 지정되어 있다.

### 터미널 3
1960년에 팬암으로 완성하고 팬암 전용 터미널이었다. 1971년에는 확대하는 〈플라잉 소서〉라는 지붕이 유명하고 가장 큰 터미널이었다. 팬암의 도산한 1991년 이후는 델타 항공이 매입하고 단장했다. 게이트 수는 17. 통칭월드 포트이다.
현재는 제3터미널의 전 기능이 제4터미널로 이관됐고 3터미널은 완전히 해체됐다.

### 터미널 4
2001년에 개장되었다. 유일한 24시간 이용 가능 터미널. 게이트 수는 38.과거 국제선 도착 터미널(International Arrivals Terminal)로 불렸다.

### 터미널 5
에로 사리넨의 설계로 1962년에 완공하고 옛 트랜스 월드 항공 터미널로 사용되고 있었다. 사리넨의 터미널 빌딩으로 알려진 우아한 디자인은 제3터미널과 함께 케네디 공항을 대표하는 건축물이 되었다.또 역사적 건조물로 지정되고 있다.
그리고 2019년에는 TWA호텔로 새로 단장하여 영업중이다

### 터미널 6(현재 폐쇄 중)
IM페이의 설계로 1969년에 완공하고 옛 내셔널 항공 터미널로 사용되고 있었다. 내셔널 항공이 옛 팬 아메리칸 항공에 인수되자 인접하는 제5터미널을 사용하던 옛 트랜스 월드 항공이 제6터미널을 인수하면서 그 일부를 유나이티드 항공에 대여했다. 2001년에 트랜스 월드 항공이 아메리칸 항공에 인수되자, 제트 블루 항공이 이 터미널을 인수, 750만달러를 들인 대개수 후 이 항공의 허브로 다시 데뷔했다. 게이트 수는 21이다.

### 터미널 7
당초 브리티쉬 에어웨이의 터미널로 1970년에 완성했다. 1991년과 2003년에 각각 단장했다. 게이트 수는 20.2008년 4월 현재 리모델링 작업이 진행되고 있다. 브리티시 에어웨이는 히스로 공항과 존 F케네디 국제 공항에 콩코드 탑승객 전용 공항 라운지 《콩코드 룸》을 마련했다. 현재는 일등석 전용 라운지로 이용되고 있다. 이 터미널을 사용하던 유나이티드 항공은 2015년 10월 24일로서, 이 공항에서의 모든 서비스를 종료한다.

### 터미널 8
당초 아메리칸 항공 터미널로 1960년에 완성했다. 게이트 수는 15고, 2007년 8월에 새로운 제8터미널이 완성되고, 기존 2터미널에 헤어졌다 국제선 국내선 등이 통합됐다.게이트 수는 29.

### 터미널 9
1959년에 10게이트 수에서 완성했다. 아메리칸 항공의 국내선을 중심으로 이용되고 있다. 2007년에 완성한 새로운 제8터미널은 제9터미널 부지를 중심으로 건설된 것이고, 현재 존재하지 않는다.

## 운항 노선
- 쿠바행 비행기가 전세편으로 운항되므로, 6 터미널은 1970년에 개장된 터미널로 유나이티드 항공 외에 다른 항공사도 사용해 왔으나, 기존의 5 터미널을 확장하기 위해 2011년에 철거되었다.

### 제1터미널
| 항공사               | 목적지                                                                                        |
| -------------------- | --------------------------------------------------------------------------------------------- |
| 다이나믹 항공        | 카라카스, 조지타운(체디 차카)                                                                 |
| 대한항공             | 서울(인천)                                                                                    |
| 중국국제항공         | 베이징(수도)                                                                                  |
| 중국동방항공         | 상하이(푸둥)                                                                                  |
| 일본항공             | 도쿄(하네다)                                                                                  |
| 에바 항공            | 타이베이(도원)                                                                                |
| 필리핀 항공          | 마닐라                                                                                        |
| 사우디아 항공        | 리야드, 제다                                                                                  |
| 아제르바이잔 항공    | 바쿠                                                                                          |
| 로얄 에어 모로코     | 카사블랑카                                                                                    |
| 에어 프랑스          | 파리(샤를 드골), 파리(오를리)                                                                 |
| 루프트한자           | 프랑크푸르트, 뮌헨                                                                            |
| 브뤼셀 항공          | 브뤼셀                                                                                        |
| 오스트리아 항공      | 비엔나                                                                                        |
| 알리탈리아 항공      | 로마(피우미치노), 밀라노(말펜사)                                                              |
| 터키항공             | 이스탄불(아르나부코이)                                                                        |
| 아에로플로트         | 모스크바(셰레메티예보)                                                                        |
| 노르웨이 에어 셔틀   | 런던(개트윅), 로마(피우미치노), 바르셀로나, 암스테르담, 오슬로(가르데르모엔), 파리(샤를 드골) |
| 노르웨이 롱홀        | 코펜하겐, 런던(개트윅), 오슬로(가르데르모엔), 파리(샤를 드골), 스톡홀름(알란다)               |
| 아에로멕시코         | 멕시코시티                                                                                    |
| 아에로멕시코 커넥트  | 멕시코시티                                                                                    |
| 인터제트             | 캉쿤                                                                                          |
| TAME 항공            | 키토                                                                                          |
| 플라이 자메이카 항공 | 조지타운(체디 차카), 킹스턴                                                                   |
| 케이맨 항공          | 그랜드케이맨                                                                                  |
| 에어 뉴질랜드        | 오클랜드                                                                                      |

### 제2터미널
| 항공사      | 목적지 |
| ----------- | --- |
| 델타 항공   | 애틀랜타, 오스틴, 보스턴, 샤를스턴, 덴버, 디트로이트, 포트로더데일, 라스베이거스, 마이애미, 미니애폴리스/세인트폴, 뉴올리언스, 올랜도, 샌 안토니오, 샌디에고, 산후안 계절편: 버펄로, 신시내티, 포트마이어스, 호놀룰루, 잭슨홀, 피츠버그, 사라소타, 사바나, 워싱턴(내셔널), 웨스트 팜 비치 |
| 델타 커넥션 | 볼티모어, 보스턴, 버펄로, 샬럿, 시카고(오헤어), 신시내티, 클리블랜드, 댈러스/포트워스, 디트로이트, 핼리팩스, 인디애나폴리스, 잭슨빌, 미니애폴리스/세인트폴, 내슈빌, 뉴올리언즈, 노퍽, 필라델피아, 피츠버그, 롤리/더럼, 리치먼드, 로체스터, 서배너, 워싱턴(덜레스), 워싱턴(내셔널)         |

### 제4터미널
| 항공사                | 목적지 |
| --------------------- | --- |
| 델타 커넥션           | 몬트리올(트뤼도), 토론토(피어슨) |
| 이베리아 항공         | 마드리드 |
| 에어 인디아           | 델리, 뭄바이 |
| 에어 세르비아         | 베오그라드 |
| 아리크 에어           | 무르탈라 |
| 아시아나항공          | 서울(인천) |
| 아비앙카 항공         | 보고타, 팔미타, 카르타헤나, 메델린, 메타카나 |
| 에어비앙카 코스타리카 | 산살바도르 |
| 아비앙카 엘살바도르   | 산페드로술라, 산살바도르 |
| 캐리비안 항공         | 조지타운(체디 치카), 킹스턴, 몬테고베이, 토바고 |
| 중화항공              | 타이베이(도원) |
| 중국남방항공          | 광저우 |
| 하이난 항공           | 청두, 충칭 |
| 코파 항공             | 파나마시티 |
| 델타 항공             | 콜카타, 암스테르담, 아루바, 바르바도스, 바르셀로나, 버루다, 브뤼셀, 캉쿤, 다카르, 더블린, 프랑크푸르트, 아바나, 런던(히스로), 로스앤젤레스, 마드리드, 맨체스터, 멕시코시티, 밀라노(말펜사), 몬테고베이, 린든, 파리(샤를 드골), 푼타카나, 케플라비크, 로마(피우미치노), 신트마르턴, 샌프란시스코, 산티아고, 산토도밍고, 리스본, 상파울루(구아룰류스), 시애틀(터코마), 세인트토마스, 텔아비브, 취리히 계절편 : 아테네, 베를린(테겔), 코펜하겐, 에딘버그, 글래스고, 모스크바(셰레메티예보), 니스, 말라가, 프라하, 스톡홀름(알란다), 밴쿠버 |
| 이집트 항공           | 카이로 |
| EI AI                 | 텔아비브 |
| 에미레이트 항공       | 두바이, 밀라노(말펜사) |
| 에티하드 항공         | 아부다비 |
| KLM                   | 암스테르담 |
| 쿠웨이트 항공         | 쿠웨이트 |
| 파키스탄 국제항공     | 라호르 |
| 싱가포르 항공         | 싱가포르, 프랑크푸르트(암마인) |
| 남아프리카 항공       | 요하네스버그 |
| 선컨트리 항공         | 미니애폴리스(세인트폴) |
| 스위스 국제항공       | 취리히, 제네바 |
| 토마스쿡 항공         | 맨체스터 |
| 우즈베키스탄 항공     | 리가, 타슈겐트 |
| 버진 애틀랜틱 항공    | 런던(히스로) |
| 볼라리스 항공         | 과달라하라, 멕시코시티 |
| 웨스트 제트           | 캘거리 |
| XL 에어웨이즈 프랑스  | 파리(샤를 드골) |

### 제5터미널
| 항공사                  | 목적지 |
| ----------------------- | --- |
| 에어 링구스             | 더블린 |
| ASL 에어웨이즈 아일랜드 | 섀넌 |
| 하와이안 항공           | 호놀룰루 |
| 제트블루 항공           | 아구아딜라, 앨버커키, 안티구아, 아루바, 오스틴, 바바도스, 버무다, 보스턴, 부르뱅크, 버링턴, 캉쿤, 카르타헤나, 샤를스턴, 샤를로트, 시카고(오헤어), 쿠라카오, 데이토나 비치, 덴버, 낫소, 뉴올랜즈, 포트로더레일, 포트마이어즈, 그랜드케이맨, 그레나다, 잭슨빌, 킹스턴, 산토도밍고, 라스베이가스, 라이베리아, 롱비치, 로스앤젤레스, 몬테고베이, 낫소, 뉴올랜즈, 오클랜드, 올랜도, 피닉스(스카이 하버), 폰스, 포르토프랭스, 포트오브스페인, 포틀랜드, 프로비덴시알레스, 푸에르토 바야르타, 푼타카나, 롤리/더럼, 레노/타호, 로체스터, 새크라멘토, 세인트루시아, 세인트마틴, 솔트레이크시티, 샌프란시스코, 샬럿, 새너제이, 산후안, 산티아고데로스카바예로스, 산토도밍고(라스아메리카스), 사라소타, 사바나, 시애틀(터코마), 시러큐스, 템파, 워싱턴(덜레스), 웨스트 팜 비치 |
| TAP 포르투갈            | 리스본 |

### 제7터미널
| 항공사          | 목적지               |
| --------------- | -------------------- |
| 아르헨티나 항공 | 부에노스아이레스     |
| 전일본공수      | 도쿄(나리타, 하네다) |
| 영국항공        | 런던(히드로, 개트윅) |
| 이베리아 항공   | 마드리드             |
| 아이슬란드 항공 | 케플라비크           |
| LOT 폴란드 항공 | 바르샤바             |
| 오퍼 스키즈     | 파리(오를리)         |
| 콴타스 항공     | 시드니               |
| 카타르 항공     | 도하                 |

### 제8터미널
| 항공사              | 목적지 |
| ------------------- | --- |
| 우크라이나 국제항공 | 키이우(보리스필) |
| 알래스카 항공       | 라스베이가스, 로스앤젤레스, 산호세, 샌프란시스코, 시애틀(터코마), 포틀랜드 계절편 : 팜 스프링스 |
| 콴타스 항공         | 시드니, 오클랜드 |
| 아메리칸 항공       | 안티구아, 바르셀로나, 버뮤다, 보스턴, 부에노스아이레스, 캉쿤, 샬럿, 시카고(오헤어), 댈러스/포트워스, 라스베이가스, 런던(히스로), 로스앤젤레스, 마드리드, 마이애미, 밀라노(말펜사), 올랜도, 파리(샤를 드골), 피닉스(스카이 하버), 포르토프랭스, 프로비덴시알레스, 리우데자네이루, 세인트토머스, 샌디에고, 샌프란시스코, 상파울루(구아룰류스), 시애틀(터코마), 워싱턴(내셔널), 취리히 계절편 : 더블린, 에딘버그, 맨체스터, 로마(피우미치노) |
| 아메리칸 이글 항공  | 볼티모어, 신시내티, 클리블랜드, 콜럼버스, 인디애나폴리스, 몬트리올(트뤼도), 내슈빌, 노퍽, 피츠버그, 롤리/더럼, 토론토(피어슨), 워싱턴(내셔널) |
| 캐세이퍼시픽 항공   | 홍콩 |
| 핀에어              | 헬싱키 |
| LATAM 항공 브라질   | 리우데자네이루(갈레앙), 상파울루(구아룰류스) |
| LATAM 칠레          | 부에노스아이레스, 리마, 산티아고 |
| LATAM 에콰도르      | 과야킬 |
| 로얄 요르단 항공    | 암만(퀸 알리아) |

### 화물 노선
| 항공사                                | 목적지                                                   |
| ------------------------------------- | -------------------------------------------------------- |
| ABX 에어                              | 신시내티(노던켄터키)                                     |
| UPS 항공                              | 아테네, 볼티모어, 시카고(록포드), 루이빌, 필라델피아     |
| 스카이링크 항공                       | 해밀턴                                                   |
| 아틀라스 항공                         | 뭄바이, 상하이(푸둥)                                     |
| 에버그린 국제항공                     | 충칭, 프랑크푸르트(한), 홍콩, 상하이(푸둥)               |
| 페덱스 익스프레스                     | 인디애나폴리스, 멤피스                                   |
| 칼리타 에어                           | 브뤼셀, 바레인, 시카고(오헤어), 라이프치히(할레), 리에주 |
| 대한항공 카고                         | 브뤼셀, 마이애미, 서울(인천)                             |
| 중국국제항공 카고                     | 베이징(서우두), 상하이(푸둥), 시카고(오헤어)             |
| 중화항공 카고                         | 타이페이(도원)                                           |
| 에바 항공 카고                        | 브뤼셀, 시애틀(터코마), 타이페이(도원)                   |
| 캐세이패시픽 카고                     | 홍콩(첵랍콕), 밀라노(말펜사)                             |
| 일본화물항공                          | 도쿄(나리타)                                             |
| EI AI 카고                            | 리에주, 텔아비브(벤구리온)                               |
| CAL 화물항공                          | 텔아비브(벤구리온)                                       |
| 사우디아 카고                         | 리야드, 담맘, 브뤼셀                                     |
| RAM 카고                              | 카사블랑카                                               |
| DHL 에어 UK                           | 이스트 미들랜드, 라이프치히(할레)                        |
| 에어프랑스 카고                       | 파리(샤를 드 골), 시카고(오헤어)                         |
| ASL 항공 벨기에                       | 리에주                                                   |
| 카고룩스                              | 시카고(오헤어), 룩셈부르크, 멕시코시티, 밀라노(말펜사)   |
| 루프트한자 카고                       | 프랑크푸르트, 맨체스터, 멕시코시티                       |
| 아이슬란드 카고                       | 레이캬비크(케퓰라비크, 리에주                            |
| 노르딕 글로벌 항공                    | 상하이(푸둥), 헬싱키                                     |
| 콴타스 프레이트 ( 아틀라스 항공 운영) | 충칭, 시카고(오헤어), 멜버른, 시드니                     |

## 연계 교통

### 도로 교통
- 버스의 경우 뉴욕 지하철역과 롱아일랜드 레일로드를 연계하며 이 공항을 지나는 노선으로 Q3, Q6, Q7, Q10, B15번이 있다.
- 택시의 경우 뉴욕시의 택시와 리무진위원회이 운영하며 뉴욕 도시와 연계한다.
- 고속도로의 경우 JFK 고속도로와 연계되어 있다.

### 철도 교통
- 에어트레인 JFK 노선으로 존 F. 케네디 국제공항에서 자메리카 역을 거쳐 하워드 비치역까지 운행한다.

### 기타 교통
- 헬리콥터 노선의 경우 케네디 공항에서 이스트 34 번가 헬리 포트를 운항했으나 재정 문제로 인해 2009년 5월 25일에 중단되었다.

## 통계
| 순위 | 공항                     | 승객수    | 운항사                                                                 |
| ---- | ------------------------ | --------- | ---------------------------------------------------------------------- |
| 1    | 런던(히드로)             | 2,969,530 | 아메리칸 항공, 영국 항공, 델타 항공, 쿠웨이트 항공, 버진 애틀랜틱 항공 |
| 2    | 파리(샤를 드 골)         | 1,196,259 | 에어프랑스, XL 에어웨이즈 프랑스, 델타 항공, 아메리칸 항공             |
| 3    | 프랑크푸르트             | 671,527   | 루프트한자, 델타 항공, 싱가포르 항공                                   |
| 4    | 산티아고                 | 636,916   | 제트블루 항공, 아메리칸 항공, 델타 항공                                |
| 5    | 산토도밍고               | 624,141   | 제트블루 항공, 아메리칸 항공, 델타 항공                                |
| 6    | 도쿄(나리타)             | 561,538   | 델타 항공, 아메리칸 항공, 일본항공, 전일본공수                         |
| 7    | 텔아비브                 | 542,810   | 델타 항공, EI AI                                                       |
| 8    | 로마(레오나르도 다 빈치) | 510,152   | 아메리칸 항공, 델타 항공, 알리탈리아 항공                              |
| 9    | 서울(인천)               | 493,496   | 대한항공, 아시아나항공                                                 |
| 10   | 이스탄불                 | 490,259   | 델타 항공, 터키항공                                                    |
| 11   | 암스테르담               | 486,110   | 델타 항공, KLM                                                         |
| 12   | 밀라노                   | 477,310   | 델타 항공, 알리탈리아 항공                                             |

| 순위 | 목적지       | 승객수    | 운항사                                                   |
| ---- | ------------ | --------- | -------------------------------------------------------- |
| 1    | 로스앤젤레스 | 1,476,000 | 델타 항공, 제트블루 항공, 유나이티드 항공, 버진 아메리카 |
| 2    | 샌프란시스코 | 1,016,000 | 델타 항공, 제트블루 항공, 유나이티드 항공, 버진 아메리카 |
| 3    | 올랜도       | 690,000   | 아메리칸 항공, 델타 항공, 제트블루 항공                  |
| 4    | 마이애미     | 589,000   | 아메리칸 항공, 델타 항공                                 |
| 5    | 라스베이거스 | 534,000   | 델타 항공, 제트블루 항공, 유나이티드 항공, 버진 아메리카 |
| 6    | 포트로더데일 | 525,000   | 아메리칸 항공, 델타 항공, 제트블루 항공                  |
| 7    | 산 후안      | 517,000   | 아메리칸 항공, 델타 항공, 제트블루 항공                  |
| 8    | 보스턴       | 424,000   | 아메리칸 항공, 델타 항공, 제트블루 항공, 유나이티드 항공 |
| 9    | 버팔로       | 333,000   | 제트블루 항공                                            |
| 10   | 애틀랜타     | 308,000   | 델타 항공                                                |

## 사건 및 사고

### 대한항공 007편 격추 사건
- 1983년 9월 1일 존 F. 케네디 국제공항을 출발, 앵커리지에서 중간 기착 후 서울로 오던 대한항공 소속 007편 비행기가 비행 중 소련 상공에서 수호이 요격기의 공격을 받고 사할린 섬 서쪽에 추락해 미국 하원의원을 포함한 269명 탑승자들이 모두 수장된 사건으로, 사건이 터진 후 많은 논란이 대두되었다.

### 팬암 항공 103편 폭파 사건
- 1988년 12월 21일 독일 헤센주 프랑크푸르트에 있는 프랑크푸르트 공항을 출발하여 존 F. 케네디 국제공항에 향하던 비행기가 스코틀랜드 상공 10 km 지점에 폭발해 승무원과 승객 258명 전원을 포함해 마을 주민 11명이 사망한 사건이다.

### 트랜스월드 항공 800편 추락 사고
- 1996년 7월 17일 존 F. 케네디 국제공항을 출발하여 프랑스 파리의 샤를 드 골 공항을 거쳐 로마의 레오나르도 다 빈치 국제공항으로 향하던 비행기가 공중에서 폭발 후 롱아일랜드 인근 대서양에 추락하여 탑승자 230명 전원이 사망하였다. 2000년에 와서야 해결이 됐는데 사고 원인은 전기합선으로 인한 연료탱크가 폭발한 것으로 결론을 내렸다.

### 스위스 항공 111편 추락 사고
- 1998년 9월 2일 존 F. 케네디 국제공항을 출발해 스위스의 제네바 국제공항으로 향하던 맥도넬더글러스 MD-11가 이륙 후 기내 화재로 캐나다의 핼리팩스 스탠필드 국제공항으로 회항하던 중 추락해 승무원 14명과 승객 215명 전원이 사망했다. 사고 원인은 기내 1등석의 불법 개조로 인한 고열 화재로 밝혀졌다.

### 에어프랑스 4590편 추락 사고
- 2000년 7월 25일 파리의 샤를 드 골 공항을 출발해 존 F. 케네디 국제공항으로 향하던 콩코드 비행기가 샤를 드 골 공항을 이륙하자마자 곧바로 추락해 승무원 9명과 승객 100명, 지상에 있던 4명 등 113명이 사망했다.

## 같이 보기
- 뉴어크 리버티 국제공항
- 라과디아 공항
- 미국의 공항 목록
- TWA 호텔

## 사진

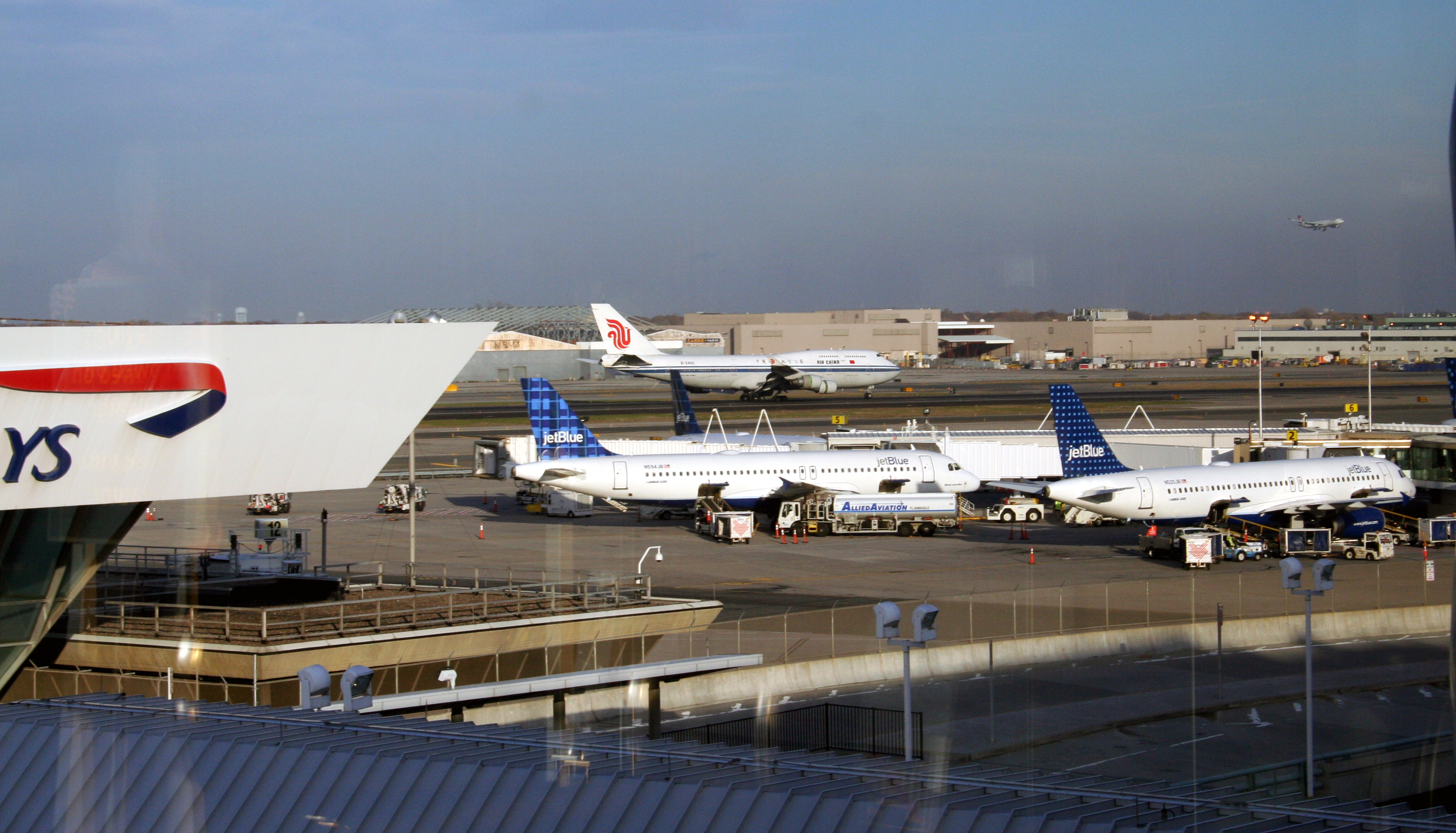
제 6 터미널과 제 7 터미널
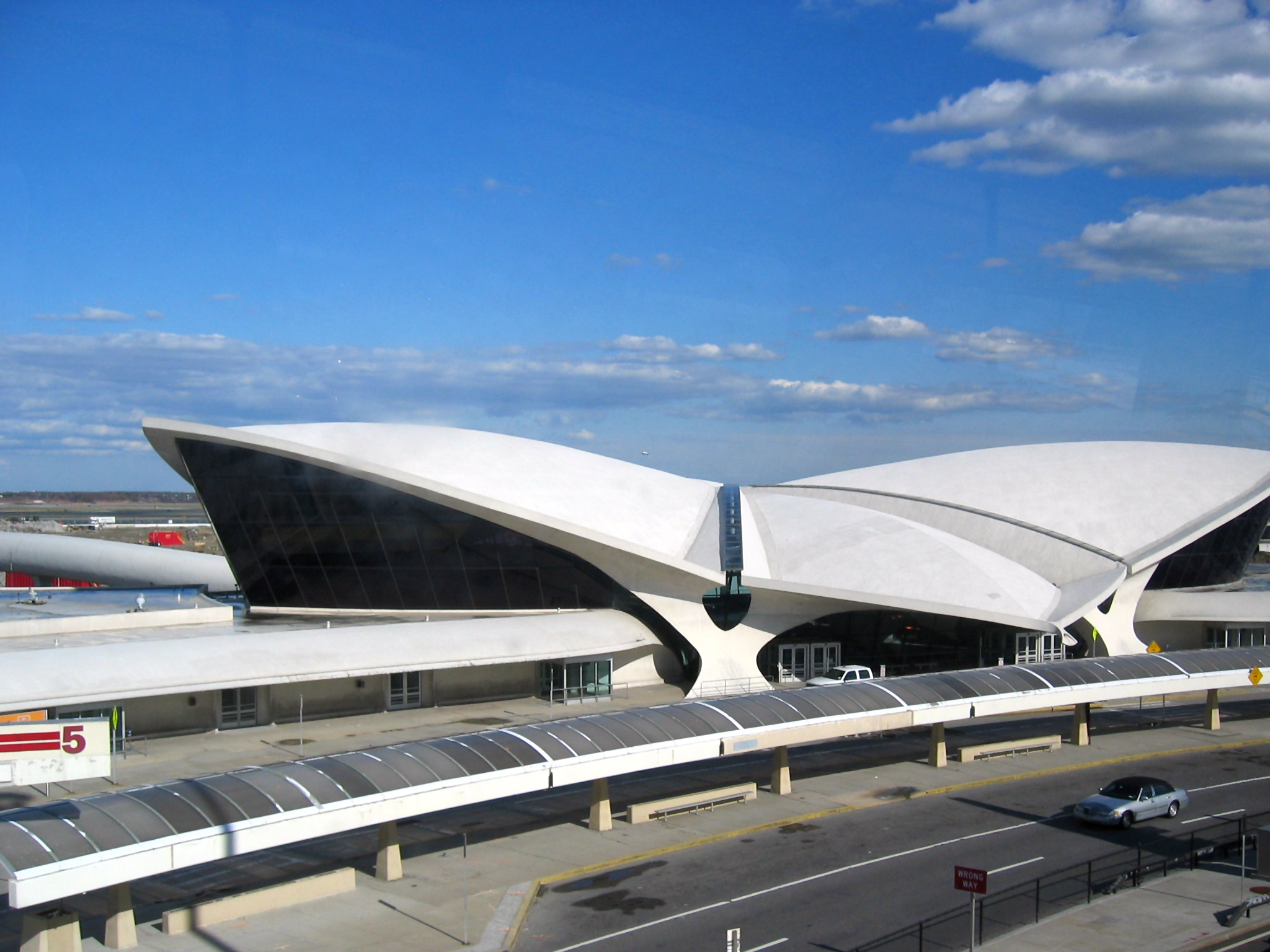
존 F. 케네디 국제공항의 전경
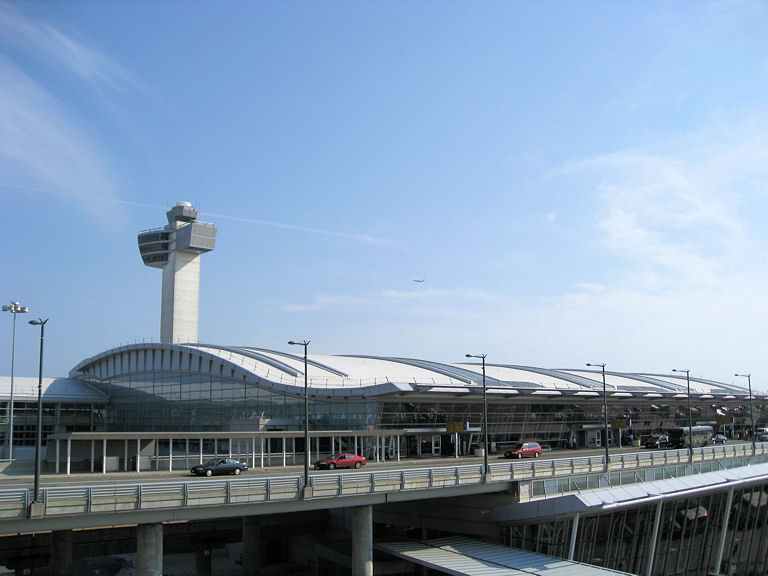
제 4 터미널
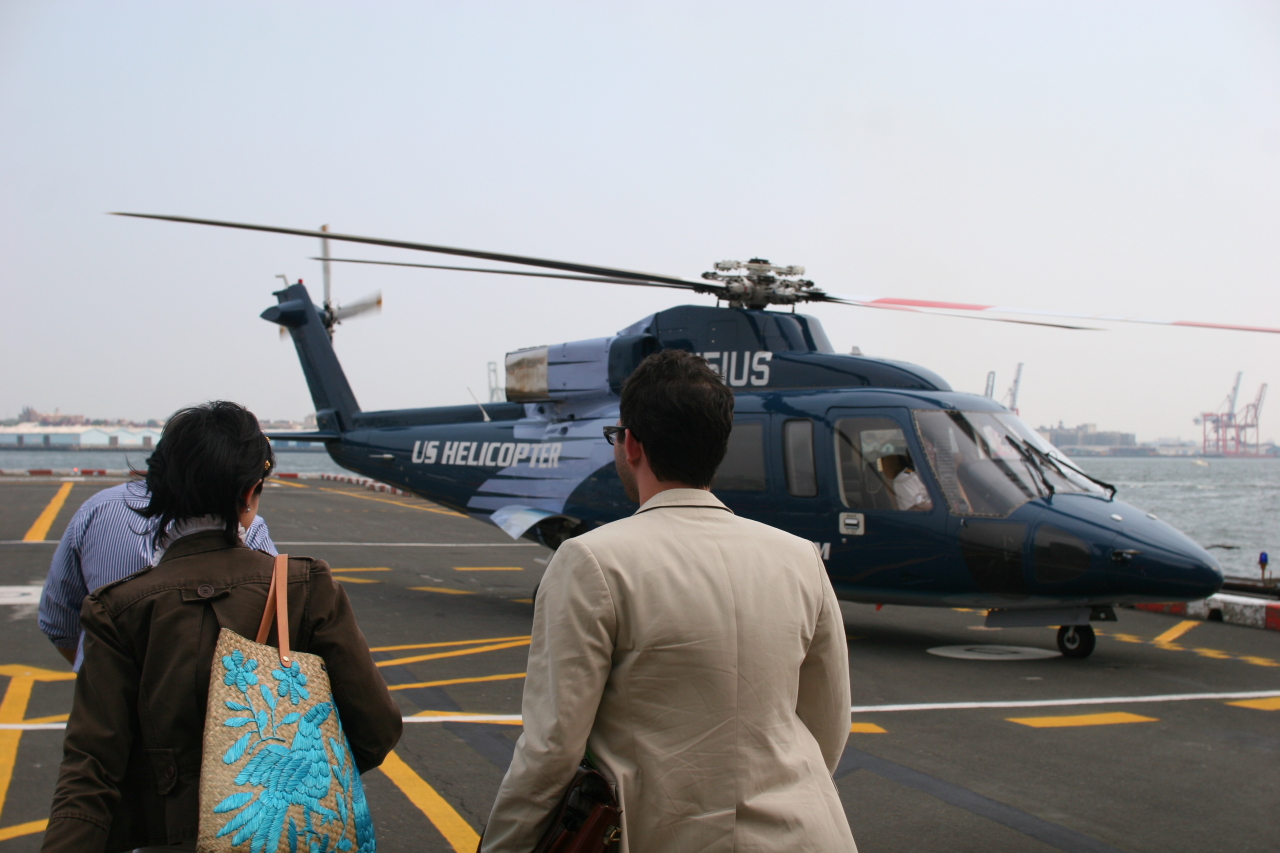
존 F. 케네디 국제공항에서 멘하탄까지 운항하는 헬리콥터
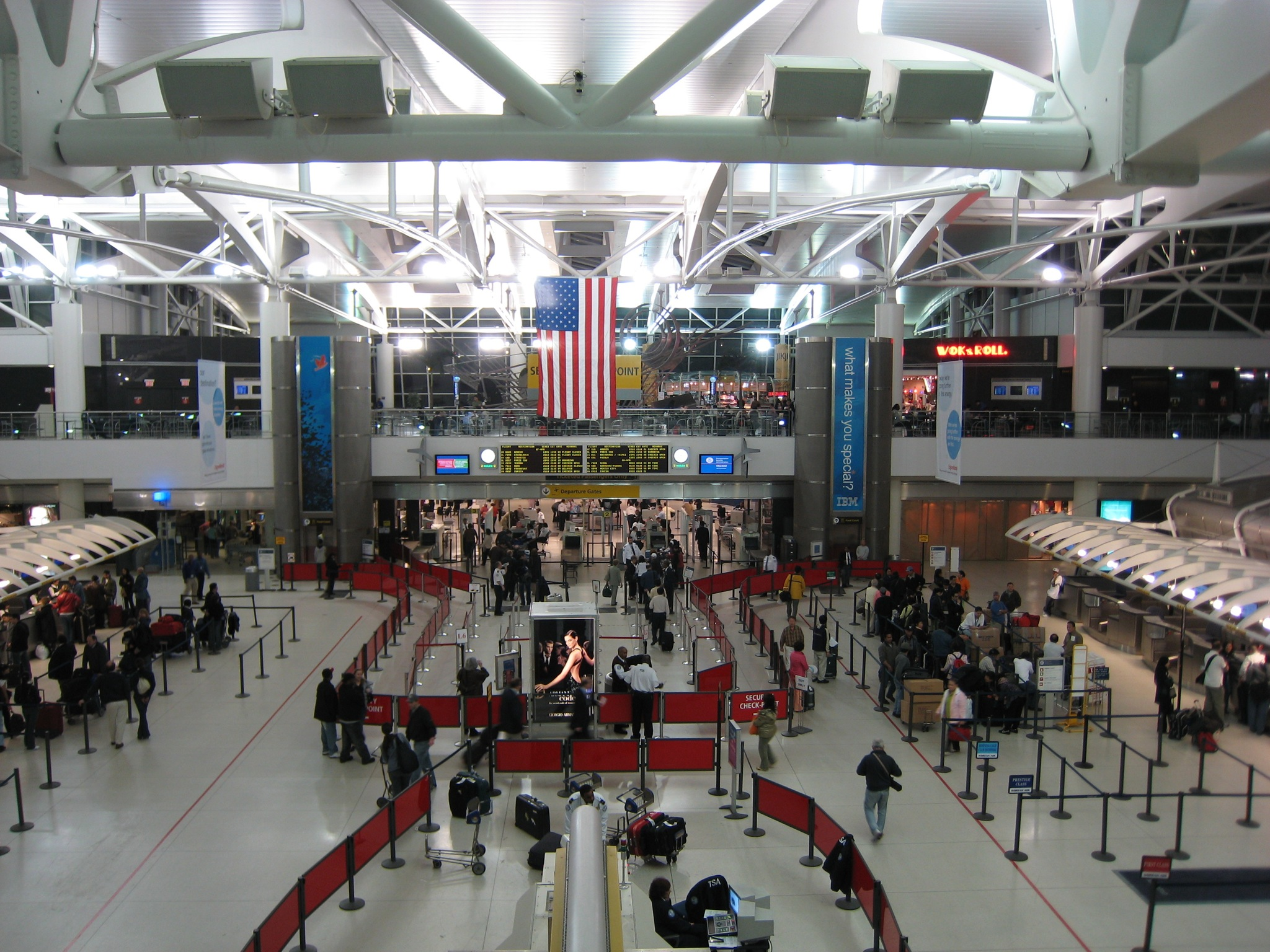
제 1 터미널
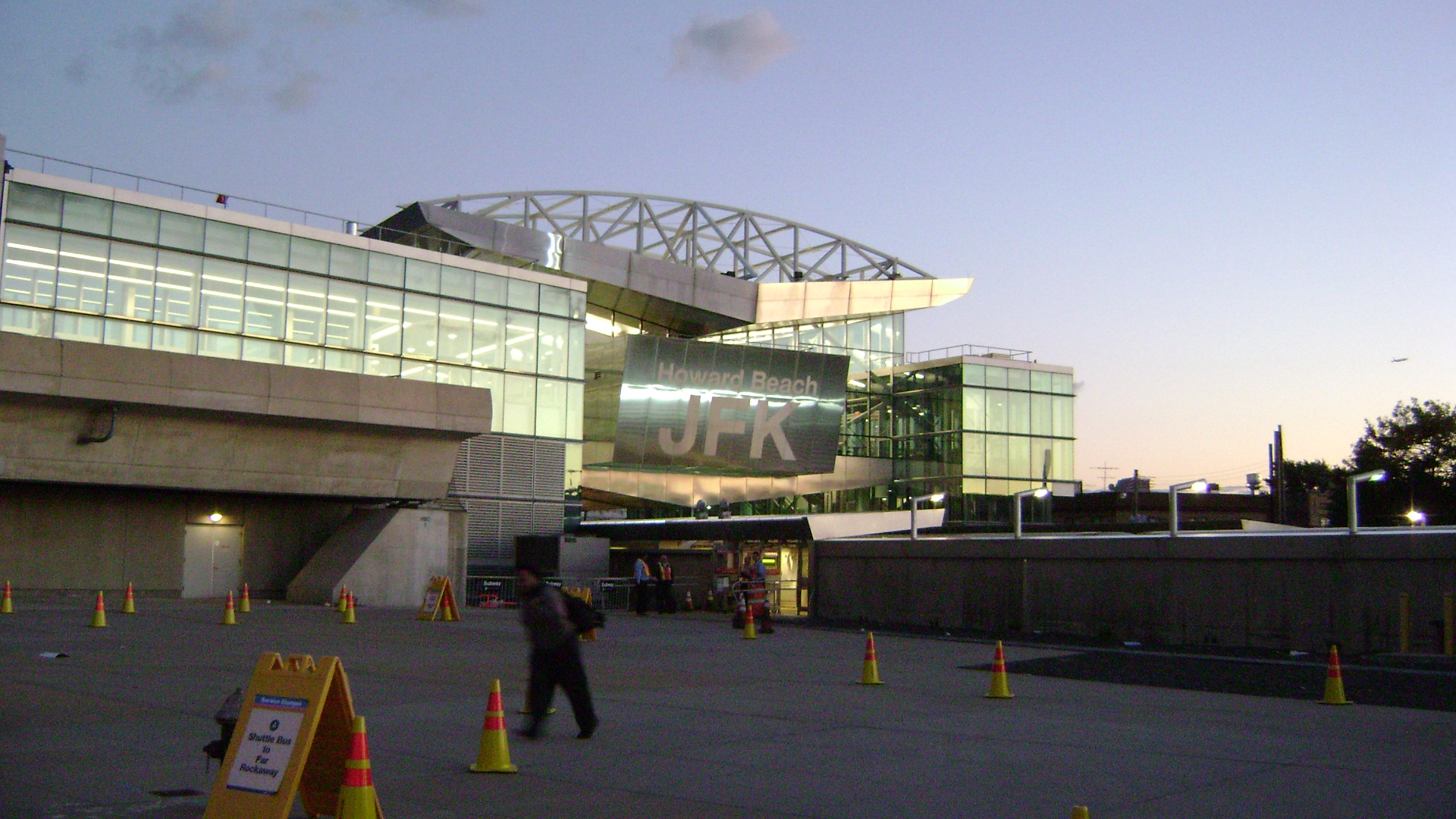
존 F. 케네디 국제공항역
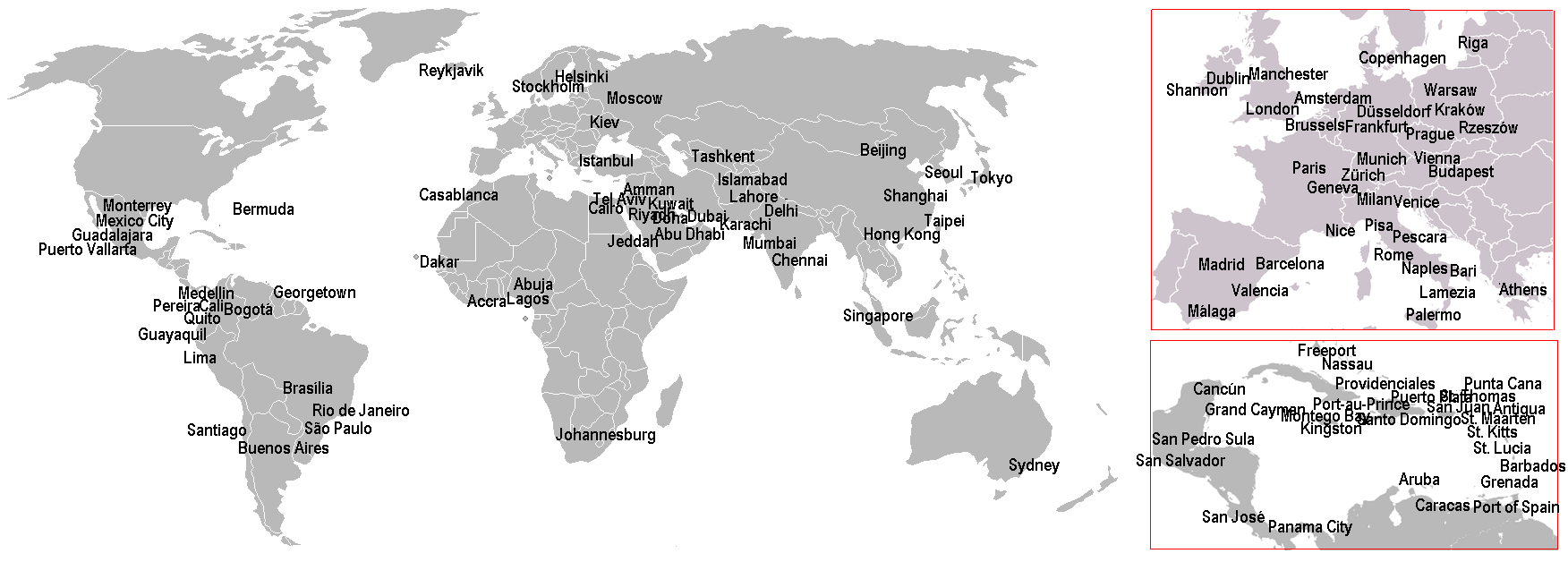
존 F. 케네디 국제공항의 취항 노선